# Палеопарадоксии
Палеопарадоксии (лат. Paleoparadoxia) — род вымерших морских млекопитающих из отряда десмостилий. Они населяли северную часть Тихоокеанского побережья в миоцене, встречаясь от Японии (Цуяма и Янагава), до Аляски на севере и до Нижней Калифорнии, Мексика. Длина тела до 2,2 м.

## Описание
Предполагается, что палеопарадоксии питались в основном морскими водорослями и травами. Строением челюстей и наклоном зубов их череп напоминал ковш экскаватора. Их громоздкое тело было хорошо приспособлено для плавания и сбора пищи под водой. Первоначально считалось, что палеопарадоксии вели полуводный образ жизни, но затем учёные пришли к выводу, что это были полностью водные животные, как и сирены.

## Классификация
Tokunaga в 1939 году описал вид Cornwallius tabatai, а Reinhart в 1959 году перенёс его в выделенный им же род Paleoparadoxia.
По данным сайта Paleobiology Database, на декабрь 2019 года в род включают 2 вымерших вида:
- Paleoparadoxia media Inuzuka, 2005
- Paleoparadoxia tabatai (Tokunaga, 1939)